# The Girlfriend Experience
The Girlfriend Experience (en español: La experiencia de una novia) es un drama de 2009 rodada en la ciudad de Nueva York. Está dirigida por Steven Soderbergh. La película fue proyectada en el Festival de Cine de Sundance en enero de 2009.

## Sinopsis
Cinco días en la vida de Chelsea (Sasha Grey), una prostituta de lujo neoyorkina que cobra 10 000 dólares por noche. Su novio Chris, que acepta su estilo de vida, tiene un negocio que le permite ganar 2.000 dólares por hora.

## Reparto
- Sasha Grey - Christine, alias Chelsea
- Chris Santos - Chris, un entrenador privado, novio de Chelsea
- Peter Zizzo - Un hombre casado adinerado, cliente favorito de Chelsea
- Timothy J. Cox - Un hombre de negocios
- Timothy Davis - Tim
- Jeff Grossman - Un agente de negocios
- Ted Jessup - "Chatty John"
- Kimberly Magness - "Happy Hour"
- Ken Myers - Un maître de restaurante
- Bridget Storm - Una cliente
- Glenn Kenny - Un crítico de "The Erotic Connoisseur"
- Freedom Tickler - Músicos callejeros

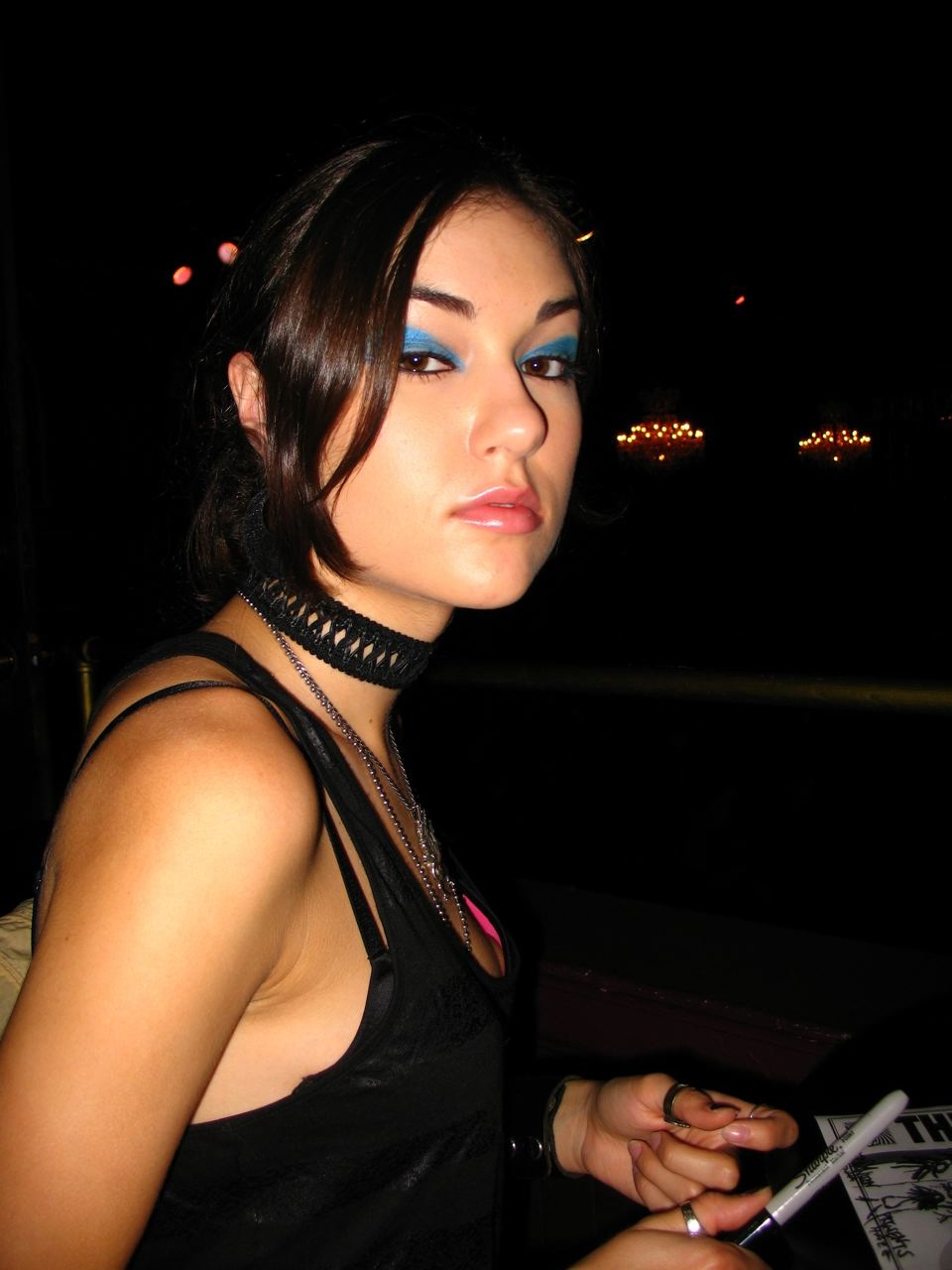
Sasha Grey interpreta al personaje principal, Chelsea.

## Recepción
La película recibió una valoración de un 64% respecto a críticas en el sitio Rotten Tomatoes, con el consenso de que "la más reciente producción lo-fi de Steven Soderbergh es muy elaborada, pero emocionalmente imprecisa".
Roger Ebert calificó la película con cuatro de cuatro estrellas, declarando: "Esta película es una verdad acerca de la naturaleza humana. Se ven claramente las necesidades y deseos. No es universal, pero dentro de este enfoque particular, es implacable." Chazz Lyon, del sitio Gone Cinema Poaching, le concedió a la película cuatro de cuatro estrellas, manifestando que: "Para mi dinero, el estilo de la decimonovena película de Soderbergh, estructuralmente innovadora y visualmente impactante es, sin excepción, la mejor película del año 2009 hasta la fecha y la primera obra maestra del año".
En el extremo opuesto del espectro, Kyle Smith del New York Post otorgó a la película una estrella de cuatro. David Edelstein de la New York Magazine se quejó de que "la mayor parte del diálogo es lánguido, y no importa cuanto Soderbergh corta y sutura, la película es un cadáver con extremidades temblorosas".